# Spirosphaera dimorpha
Spirosphaera dimorpha är en svampart som beskrevs av Marvanová & Bärl. 1998. Spirosphaera dimorpha ingår i släktet Spirosphaera, ordningen disksvampar, klassen Leotiomycetes, divisionen sporsäcksvampar och riket svampar.   Inga underarter finns listade i Catalogue of Life.